# ラルテグラビル
ラルテグラビル（Raltegravir, RAL）は、商品名アイセントレス（Isentress）で販売されているHIV/AIDSの治療に用いられる抗レトロウイルス医薬品。
他の医薬品と併用され、また曝露後予防の一環として、曝露後の潜在的なHIV感染を予防するためにも使用される。投与法は経口である。
一般的な副作用には、睡眠障害、疲労感、吐き気、高血糖、頭痛などがあげられる。重度の副作用には、アレルギー反応によるスティーブンス・ジョンソン症候群、筋肉の破壊、肝臓の疾患などがあげられる。妊娠中または授乳中の患者への投与の安全性は不明確である。
ラルテグラビルは、ウイルスの複製に必要なHIVインテグラーゼの機能を阻害するHIVインテグラーゼ鎖転移阻害剤である。
ラルテグラビルは、2007年に米国で医薬品として承認された。ラルテグラビルは世界保健機関の必須医薬品リストに収載されており、医療制度に必要とされる最も安全で効果的な医薬品である。
併用薬としてラミブジンと組み合わされたラミブジン/ラルテグラビル合剤もある。